# 帕特里克·克拉玛
帕特里克·克拉玛（德語：Patrick Cramer，1969年2月3日—），德国化学家、结构生物学家、分子系统生物学家，2020年当选美国国家科学院外籍院士，2023年6月当选马克斯·普朗克学会主席。

## 生平
帕特里克·克拉玛1989年至1995年就读于斯图加特大学和海德堡大学化学系。后来他负笈英国布里斯托尔大学，以伊拉斯謨計劃学者身份完成个人部分研究。在英国担任研究生期间，他还供职于剑桥分子生物学实验室的艾伦·费斯特爵士实验室。1995年至1998年，他来到法国格勒诺布尔，在欧洲分子生物学实验室出任克里斯托夫·W·穆勒（Christoph W. Müller）实验室的博士生。1998年，他在海德堡大学获得自然科学博士。1999年至2001年，克拉玛在美国斯坦福大学罗杰·科恩伯格（后来于2006年获得诺贝尔化学奖）的实验室从事博士后工作，并担任德国科学基金会会士。
2001年，克拉玛回到德国，出任慕尼黑大学基因中心生物化学终身教授，2004年担任中心全职教授。随后在2004年至2013年，克拉玛担任中心主任。在此期间，他于2007年至2009年出任化学与药学院院长，2010年至2013年出任生物化学系主任。他还在2007年至2013年担任大学研究委员会委员，也是德国科学基金会研究资助网络SFB464的发言人。
2014年1月1日，克拉玛出任德国哥廷根马克斯·普朗克生物物理化学研究所所长。
2016年至2022年，出任《细胞》期刊编委。
2023年6月22日，当选马克斯·普朗克学会主席。

## 研究成果
在马克斯·普朗克生物物理化学研究所担任分子生物学部主任期间，克拉玛依展开了基础研究。他还在哥廷根大学担任科学主管及名誉教授。与罗杰·科恩伯格进行博士后研究期间，克拉玛依确认了细胞核最大酶RNA聚合酶Ⅱ的三维原子结构，为科恩伯格2006年夺得诺贝尔化学奖的真核转录分子基础研究发挥关键作用。
克拉玛的实验室研究真核细胞分子机制，以及其进行基因转录的系统性原则。实验室综合运用各种结构生物研究方法，包括X射线晶体学、低温电子显微镜和生物化学工具。实验室还利用功能基因组学和计算生物学方法来研究活细胞的转录原则。
克拉玛的小组制作了第一部关于转录启动及延伸的分子电影。此外，克拉玛整合分子生物学和系统生物学的各个方面，研发出分析细胞内RNA代谢各基础方面的方法。他的长期目标是了解基因组的表现及调节。因此，他的实验室开创出一种结合结构和全基因组方法的研究方法，称为分子系统生物学。
2020年4月，克拉玛团队打造了2019冠状病毒的首个“冠状聚合酶3D结构”。该模型能让研究人员“研究瑞德西韦等抗病毒药物阻断聚合酶的的工作原理，寻找新的抑制物质”。
克拉玛也投身于德国及整个欧洲生命科学的进一步发展。他是慕尼黑综合蛋白质科学中心的创办人之一，是慕尼黑分子生物系统研究中心新研究楼建设工程的发起人。此外，克拉玛还是巴伐利亚州政府科学技术顾问委员会成员，在TTN研究所从事生物伦理学工作。克拉玛依还担任多个国际会议的组织者，同时兼任多个科学委员会和顾问委员会委员。自2016年起，克拉玛担任欧洲分子生物学实验室理事会联合理事长。

## 部分著作

### 原创研究文章
- Schwalb, Björn; Michel, Margaux; Zacher, Benedikt; Frühauf, Katja; Demel, Carina; Tresch, Achim; Gagneur, Julien; Cramer, Patrick. . Science. 2016-06-03, 352 (6290): 1225–1228. Bibcode:2016Sci...352.1225S. ISSN 0036-8075. PMID 27257258. S2CID 8549873. doi:10.1126/science.aad9841.
- Plaschka, C.; Hantsche, M.; Dienemann, C.; Burzinski, C.; Plitzko, J.; Cramer, P. . Nature. 2016, 533 (7603): 353–358. Bibcode:2016Natur.533..353P. PMID 27193681. S2CID 4465762. doi:10.1038/nature17990.
- Bernecky, Carrie; Herzog, Franz; Baumeister, Wolfgang; Plitzko, Jürgen M.; Cramer, Patrick. . Nature. 2016, 529 (7587): 551–554. Bibcode:2016Natur.529..551B. PMID 26789250. S2CID 4404463. doi:10.1038/nature16482. hdl:11858/00-001M-0000-0029-7D45-3 .
- Plaschka, C.; Larivière, L.; Wenzeck, L.; Seizl, M.; Hemann, M.; Tegunov, D.; Petrotchenko, E. V.; Borchers, C. H.; Baumeister, W. . Nature. 2015, 518 (7539): 376–380. Bibcode:2015Natur.518..376P. PMID 25652824. S2CID 4450934. doi:10.1038/nature14229. hdl:11858/00-001M-0000-0024-CED0-5 .
- Schulz, Daniel; Schwalb, Bjoern; Kiesel, Anja; Baejen, Carlo; Torkler, Phillipp; Gagneur, Julien; Soeding, Johannes; Cramer, Patrick. . Cell. 2013-11-21, 155 (5): 1075–1087. ISSN 1097-4172. PMID 24210918. doi:10.1016/j.cell.2013.10.024 .
- Kostrewa, Dirk; Zeller, Mirijam E.; Armache, Karim-Jean; Seizl, Martin; Leike, Kristin; Thomm, Michael; Cramer, Patrick. . Nature. 2009, 462 (7271): 323–330. Bibcode:2009Natur.462..323K. PMID 19820686. S2CID 205218821. doi:10.1038/nature08548. hdl:11858/00-001M-0000-0015-8570-1 .
- Bushnell, David A.; Cramer, Patrick; Kornberg, Roger D. . Proceedings of the National Academy of Sciences. 2002-02-05, 99 (3): 1218–1222. Bibcode:2002PNAS...99.1218B. ISSN 0027-8424. PMC 122170 . PMID 11805306. doi:10.1073/pnas.251664698 .
- Cramer, P.; Bushnell, D. A.; Fu, J.; Gnatt, A. L.; Maier-Davis, B.; Thompson, N. E.; Burgess, R. R.; Edwards, A. M.; David, P. R. . Science. 2000-04-28, 288 (5466): 640–649. Bibcode:2000Sci...288..640C. ISSN 0036-8075. PMID 10784442. doi:10.1126/science.288.5466.640. hdl:11858/00-001M-0000-0015-872F-3 .

### 评论文章
- Plaschka, Clemens; Nozawa, Kayo; Cramer, Patrick. . Journal of Molecular Biology. 2016, 428 (12): 2569–2574. ISSN 0022-2836. PMID 26851380. doi:10.1016/j.jmb.2016.01.028.
- Sainsbury, Sarah; Bernecky, Carrie; Cramer, Patrick. . Nature Reviews Molecular Cell Biology. 2015, 16 (3): 129–143. ISSN 1471-0072. PMID 25693126. S2CID 32487971. doi:10.1038/nrm3952.
- Cramer, Patrick. . Cell. 2014, 159 (5): 985–994. ISSN 0092-8674. PMID 25416940. S2CID 8634234. doi:10.1016/j.cell.2014.10.047. hdl:11858/00-001M-0000-0024-44B9-9 .
- Cheung, Alan C.M.; Cramer, Patrick. . Cell. 2012, 149 (7): 1431–1437. ISSN 0092-8674. PMID 22726432. S2CID 18405467. doi:10.1016/j.cell.2012.06.006 .
- Cramer, Patrick. . Nature Structural & Molecular Biology. 2006, 13 (12): 1042–1044. ISSN 1545-9993. PMID 17146456. S2CID 31141435. doi:10.1038/nsmb1206-1042.

### 其他著作
- Aufbruch in die molekulare Systembiology. - Essay for the anniversary edition "20 Jahre Laborjournal", Published in Laborjournal on 11 July 2014.
- Entwicklungen in der Biomedizin: Genom-Sequenzierung in Diagnose, Prävention und Therape; Systembiologie und Medizin. In: T. Rendtorff (Hrsg.): Zukunft der biomedizinischen Wissenschaften. Nomos, 2013, ISBN 978-3-8487-0849-9.
- O. Primavesi, P. Cramer, R. Hickel, T. O. Höllmann; W. Schön: Lob der Promotion. Published in Frankfurter Allgemeine Zeitung on 19 July 2013.
- J. Hacker, T. Rendtorff, P. Cramer, M. Hallek, K. Hilpert, C. Kupatt, M. Lohse, A. Müller, U Schroth, F. Voigt, M. Zichy. Biomedizinische Eingriffe am Menschen – Ein Stufenmodell zur ethischen Bewertung von Gen- und Zelltherapie. Water de Gruyter, Berlin. ISBN 978-3-11-021306-5 (2009).

## 主要奖项荣誉
- 2000年：欧洲分子生物学组织青年研究员奖（Young Investigator Award）[2]
- 2000年：分子结构公司未来研究员奖（MSC Future Investigator Award）[2]
- 2002年：葛蘭素史克科学奖[13]
- 2004年：第10届欧洲青年研究人员艾本多夫奖[2]
- 2006年：戈特弗里德·威廉·莱布尼茨奖[14]
- 2008年：乌特勒支大学贝福特生物分子研究中心（英语：Bijvoet Center for Biomolecular Research）贝福特奖章[15]
- 2009年：恩斯特·荣格医学奖（英语：Ernst Jung Prize）[16]
- 2009年：拜耳科教基金会汉森家族奖[17]
- 2009年：利奥波第那科学院院士[18]
- 2009年：欧洲分子生物学实验室成员[19]
- 2010年：欧洲研究理事会（英语：European Research Council）高级资助者[2]
- 2010年：罗伯特·科赫研究所荣誉勋章[2]
- 2011年：菲尔德伯格基金会（英语：Feldberg Foundation）奖[20]
- 2012年：瓦莱基金会（Vallee Foundation）客座教授[21]
- 2012年：德意志联邦共和国功绩勋章[22]
- 2012年：保拉（英语：Paula Hertwig）与理查德·冯·赫特维格（英语：Richard Hertwig）奖（Paula und Richard von Hertwig Preis）
- 2015年：亚瑟·伯克哈德奖（Arthur Burkhardt Preis）[23]
- 2015年：瑞典卡罗林斯卡学院客座教授[24]
- 2016年：欧洲研究理事会（英语：European Research Council）高级资助者[25]
- 2016年：英国生物化学学会（英语：Biochemical Society）世纪奖[2]
- 2017年：欧洲科学院院士[26]
- 2017年：哥廷根大学名誉教授[2][27]
- 2017年：日内瓦大学让·韦格尔（英语：Jean Weigle）讲座[2]
- 2018年：密歇根大学首届乔治·威廉·乔丹（George William Jourdian）讲座[28]
- 2019年：恩斯特·谢灵奖（英语：Ernst Schering Prize）[29]
- 2020年：奥托·瓦尔堡奖章（英语：Otto Warburg Medal）[30]
- 2021年：路易斯·珍特医学奖（英语：Louis-Jeantet Prize for Medicine）[31]
- 2023年：邵逸夫獎[32]